# Оболенський Микола Миколайович
Мико́ла Микола́йович Оболе́нський (рос. Николай Николаевич Оболенский; 23 червня 1861, Санкт-Петербург — 8 листопада 1933, Париж) — російський князь (31-е коліно від Рюрика). Статський радник. Московський домовласник. Один із землевласників у Кам'янецькому повіті Подільської губернії.

## Біографічні відомості
Правнук генерал-майора Андрія Михайловича Оболенського. Син князя Миколи Володимировича Оболенського (народився 12(24) квітня 1834 року в Санкт-Петербурзі, помер 1(13) серпня 1894 року в Ходженті в званні підполковника) та Віри Федорівни Гуткової (народилася 15(28) травня 1840 року в Санкт-Петербурзі, померла 1935 року). Мав сестру Катерину (1866—1906).
14(26) травня 1884 року закінчив дев'ятим класом курс в Імператорському училищі правознавства. Був товаришем (заступником) губернського прокурора в Ризі. Від 1889 року — товариш прокурора Рязанського окружного суду, потім — Московського. Перебував за обер-прокурорським столом. Був московським домовласником.
5 жовтня 1886 року одружився з графинею Ольгою Валер'янівною Тулуз-Лотрек (1862—1933). У них народилося спочатку двоє доньок: 1887 року — Ольга (була дружиною геохіміка і мінералога Олександра Євгеновича Ферсмана), 1892 року — Людмила (померла 1920 року), потім двоє синів: 1900 року — Андрій (помер 1930 року), згодом — Леонід.
Після смерті своєї тітки (двоюрідної сестри батька) — княгині Ганни Михайлівни Хілкової (1837—1909) — став одним із її спадкоємців у боротьбі із Володимиром Миколайовичем Оболенським. У списку землевласників Кам'янецького повіту на 1914 рік зазначено, що перед Першою світовою війною Миколі Миколайовичу Оболенському належала 371 десятина в селі Довжок.
1909 року від Миколи Оболенського через антиквара Миколу Какуріна в Третьяковську галерею надійшов портрет Олександра Пушкіна роботи Василя Тропініна . Цей портрет теж дістався князеві в спадщину від Ганни Хілкової, а тій у свою чергу від її батька — Михайла Оболенського.
Костянтин Родіонов, який у дитинстві жив у селі Глухово Дмитровського повіту, де сусідами сім'ї архітектора Сергія Родіонова була сім'я князя Миколи Миколайовича Оболенського, улюбленого племінника княгині Хілкової, згадував: «На новосілля княгиня Хілкова з кам'янець-подільського маєтку прислала в Глухово дивну трійку буланих коней. У корені був Герой, а пристяжних — Мілка і Душка. Вони підкотили до нашого будинку, брязкаючи бубонцями на ногах, на шиях і срібним дзвіночком під дугою. Досі чую їх дзвін…»  Родіонов також відзначив у спогадах, що «після Жовтневого перевороту Оболенським вдалося виїхати з Глухово, не чекаючи виселення. У них було багато коштовностей, отриманих від княгині Хілкової. Спочатку їх заховали в підвалі нежитлового будинку в Глухово, а в Москві Віра Василівна  зашила їх у муфту, з якої вони зникли. Невістка заявила, що, ймовірно, їх украли цигани. Вкрали із зашитої муфти?» .

## Нагороди
- Орден Святої Анни другого ступеня
- Орден Святого Станіслава третього ступеня